# Ecuadori tarkafarkú-kolibri
Az ecuadori tarkafarkú-kolibri (Phlogophilus hemileucurus) a madarak osztályának sarlósfecske-alakúak (Apodiformes) rendjébe és a kolibrifélék (Trochilidae) családjába tartozó faj.
Magyar neve forrással nincs megerősítve.

## Rendszerezése
A fajt John Gould angol ornitológus írta le 1860-ban.

## Előfordulása
Az Andok lábainál Ecuadorban, Kolumbia délnyugati és Peru északi részén honos. A természetes élőhelye szubtrópusi és trópusi síkvidéki- és hegyi esőerdők, valamint erősen leromlott egykori erdők.

## Megjelenése
Testhossza 7,3–7,6 centiméter, testtömege 2,2–3,7 gramm.

## Életmódja
Nektárral táplálkozik.

## Természetvédelmi helyzete
Az elterjedési területe kicsi és az erdőirtások miatt még csökken is, egyedszáma is csökken. A Természetvédelmi Világszövetség Vörös listáján sebezhető fajként szerepel.

## Külső hivatkozások
- Képek az interneten a fajról
- Internet Bird Collection
- Xeno-canto.org - a faj hangja és elterjedési területe